# The Last of the Real Ones
The Last of the Real Ones è un singolo del gruppo rock statunitense Fall Out Boy, pubblicato nel 2017 ed estratto dall'album Mania.

## Tracce
1. The Last of the Real Ones – 3:50

## Formazione
- Patrick Stump – voce, piano, programmazione
- Pete Wentz – basso
- Joe Trohman – chitarra
- Andy Hurley – batteria, percussioni